# Mont-sur-Meurthe
Mont-sur-Meurthe is een gemeente in het Franse departement Meurthe-et-Moselle (regio Grand Est). De plaats maakt deel uit van het arrondissement Lunéville. Mont-sur-Meurthe telde op 1 januari 2022 1.132 inwoners.

## Geografie
De oppervlakte van Mont-sur-Meurthe bedroeg op 1 januari 2022 9,51 vierkante kilometer; de bevolkingsdichtheid was toen 119 inwoners per km².

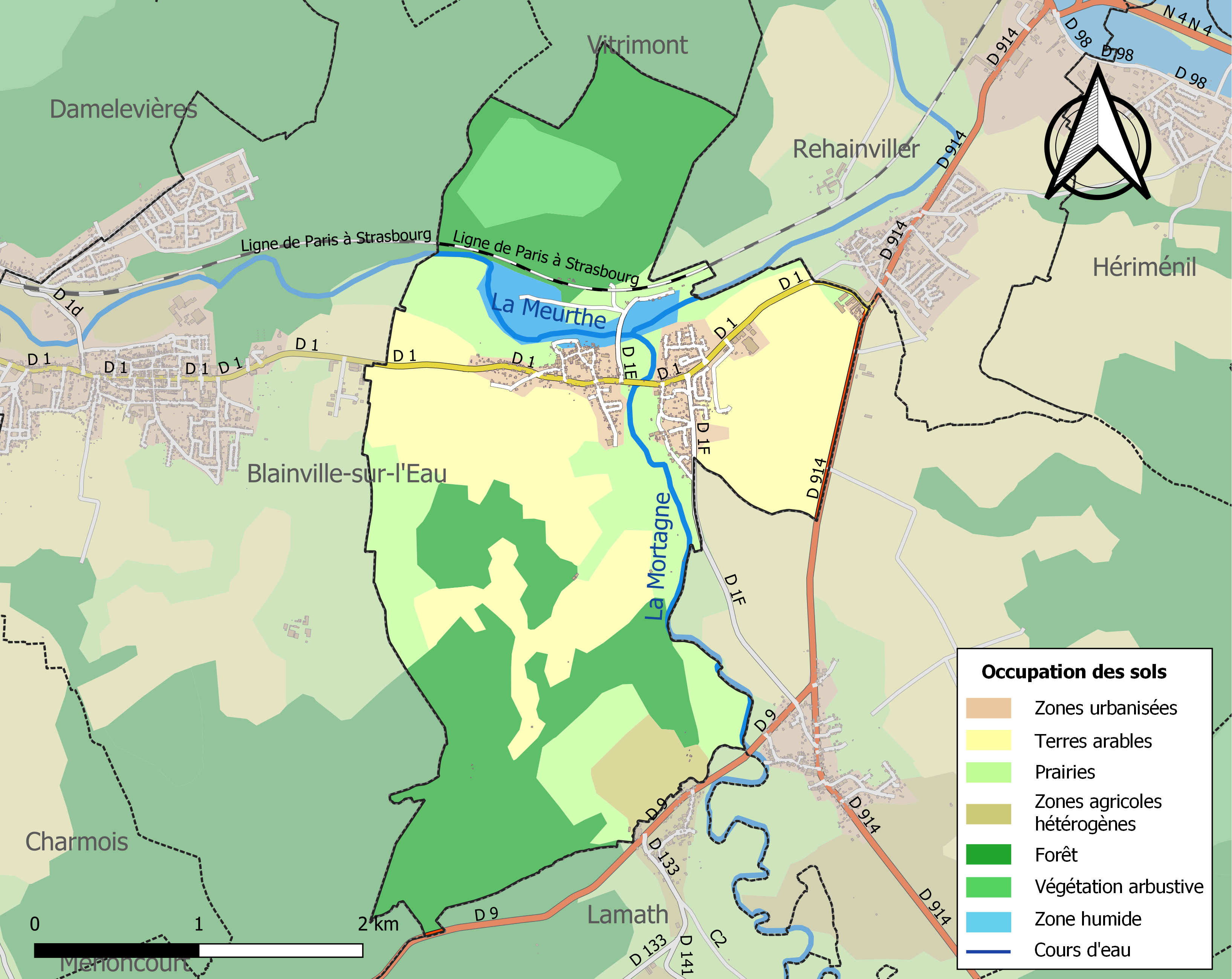
Kaart van de gemeente met de belangrijkste infrastructuur, bodemgebruik en omliggende gemeenten

## Verkeer en vervoer
In de gemeente ligt spoorwegstation Mont-sur-Meurthe.

## Demografie
De figuur toont het verloop van het inwonertal (bron: INSEE-tellingen).